# St Michael’s Mount Granite
Der St Michael’s Mount Granite ist eine kleine Teilintrusion des Cornubischen Batholithen an der Südküste von Cornwall. Der Granit drang im Unterperm in schwach metamorphe Sedimente der Mylor Slate Formation ein.

## Geographie

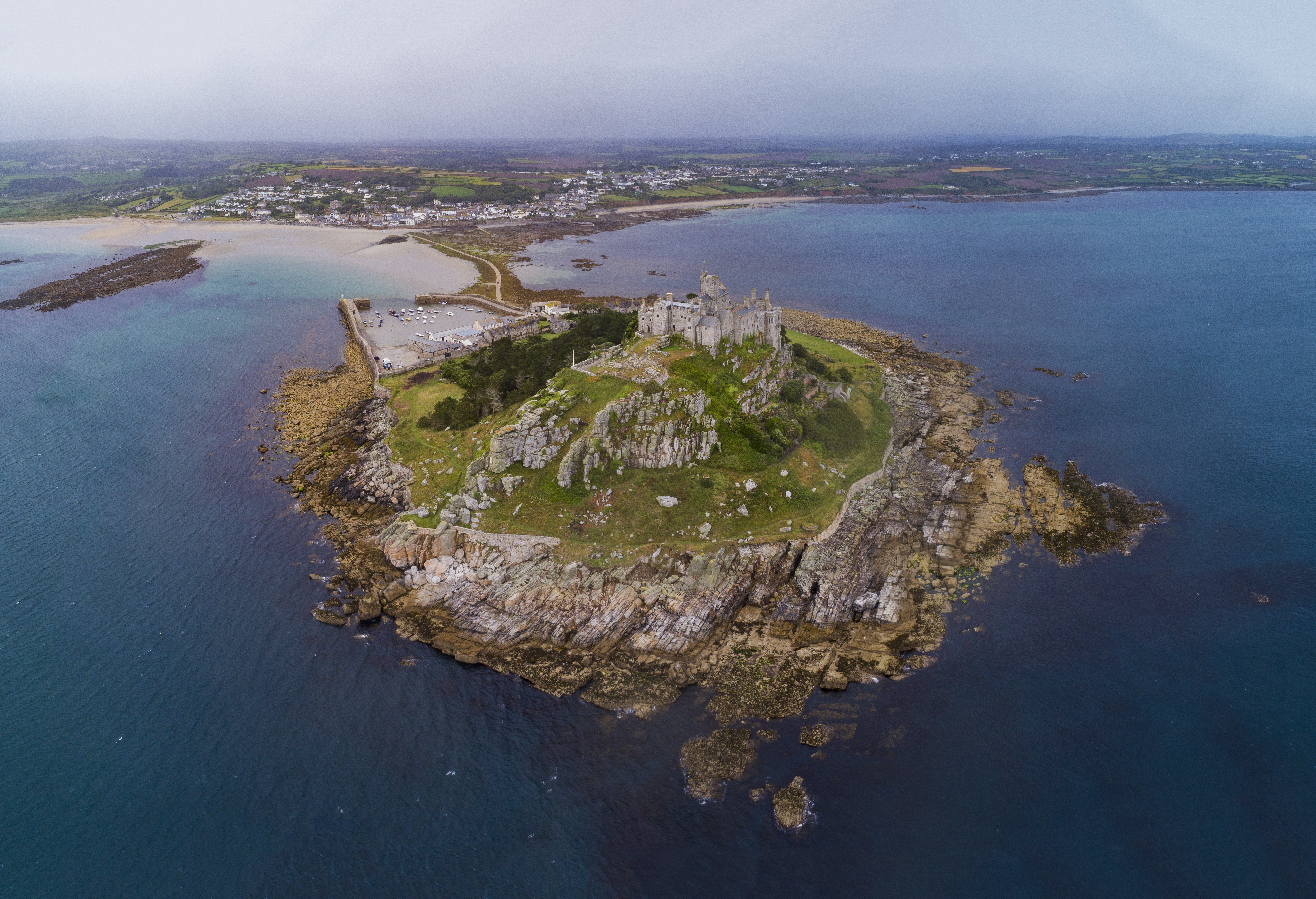
Der St Michael’s Mount von Süden. Im Kern der Turmalin-Muskovit-Granit. Südlich der Mauer streicht die Greisenzone vorbei.

Der St Michael’s Mount Granite unterlagert den Süd- und Südwestabschnitt des in der Mount’s Bay gelegenen St Michael’s Mount. Die Gezeiteninsel liegt etwa 450 Meter südlich von Marazion und kann bei Ebbe zu Fuß erreicht werden. Bis nach Penzance im Westen sind es 4 Kilometer. Der kegelförmige Schlosshügel besteht vorwiegend aus Granit, der in einem Areal von in etwa 310 Meter Länge (in Ost-West-Richtung) und 230 Meter Breite aufgeschlossen ist – wovon rund ein Drittel bei Flut unter Wasser steht.

## Geologie
Der St Michael’s Mount Granite bildet einen kleinen Stock (mit schätzungsweise 0,1 Quadratkilometer Grundfläche) aus porphyrischem Granit, der in Metapelite des Oberdevons (Famenne) eingedrungen war und sie kontaktmetamorph in Hornfelse umwandelte. In der sehr engen Kontaktaureole haben die ehemaligen Schiefertone vollständig ihre Spaltbarkeit verloren, außerdem kam es zur Neubildung von Biotit, Cordierit und Andalusit. Es wird angenommen, dass der isolierte röhrenförmige Stock in der Tiefe mit dem eigentlichen Cornubischen Batholithen in Verbindung steht. Die Hornfelse bzw. Metapelite unterlagern den flacheren Nordabschnitt der Insel.

## Petrologie

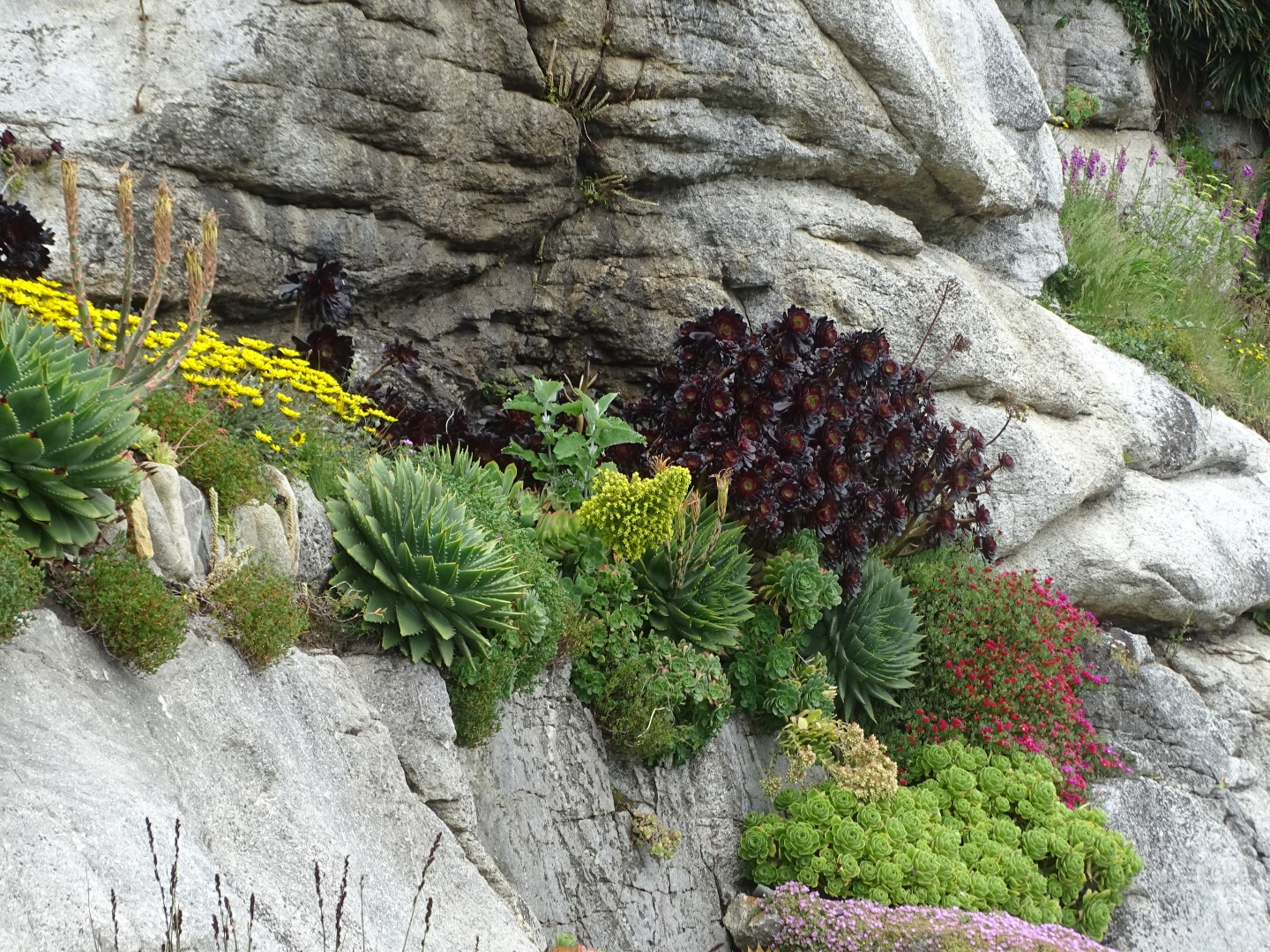
Subtropische Gärten im Turmalin-Muskovit-Granit

Im peraluminosen St Michael’s Mount Granite – ein Granit des S-Typus – können zwei petrologische Hauptfazies unterschieden werden. Am Kontaktbereich zu den Hornfelsen steht ein Biotitgranit an. Das Innere des Stocks wird von einem teils porphyrischen Turmalin-Muskovit-Granit gebildet, welcher volumenmäßig eindeutig überwiegt. Zwischen diese beiden Granittypen legt sich ein Pegmatit mit Kammtextur als so genannter Stockscheider. Oft erscheinen in diesem Übergangsbereich auch gebänderte Lagen, die ebenfalls Kammtexturen entwickeln. Diese Bänderungen werden als an Ort und Stelle eingefrorene, voranschreitende Kristallisationsfronten in einem sich verfestigenden Magma angesehen, wobei sich die verzweigenden Alkalifeldspatkristalle in Richtung Magma öffnen. Ihre Positionen innerhalb der Intrusion sind abhängig vom herrschenden Temperaturgradienten und dem assoziierten Grad der Unterkühlung.
Der Biotitgranit ist ein mittel- bis grobkörniges leukokrates Gestein, das hellorange verwittert (Korngrößen 1 bis 5 Millimeter sowie > 5 Millimeter) und nur an den Rändern der Intrusion auftritt. Es enthält keine auffälligen Megakristalle, dafür aber bis zu 3 Millimeter große Zusammenballungen aus Biotit. Der Biotitgranit bildet keinen durchgehenden Ring und seine Übergänge zum im Innenbereich anstehenden Turmalin-Muskovit-Granit sind unregelmäßig.
Der Turmalin-Muskovit-Granit ist ebenfalls ein leukokrates, jedoch grauweiß verwitterndes Gestein. Seine Korngrößen sind variabel – ebenso wie die Proportionen seiner Feldspat-Megakristalle, die 1 bis 2 Zentimeter erreichen. Im Aufschluss lassen sich Turmalin, Muskovit, Alkalifeldspat, Plagioklas (albitisch) und Quarz erkennen. Akzessorisch erscheinen Biotit, Topas und Apatit. In seiner porphyrischen Ausbildung tritt neben Alkalifeldspat idiomorpher bipyramidaler Quarz als Phänokristall auf. In der Grundmasse finden sich neben Quarz und Feldspat auch Muskovit und hellbrauner Zinnwaldit.

## Tektonik

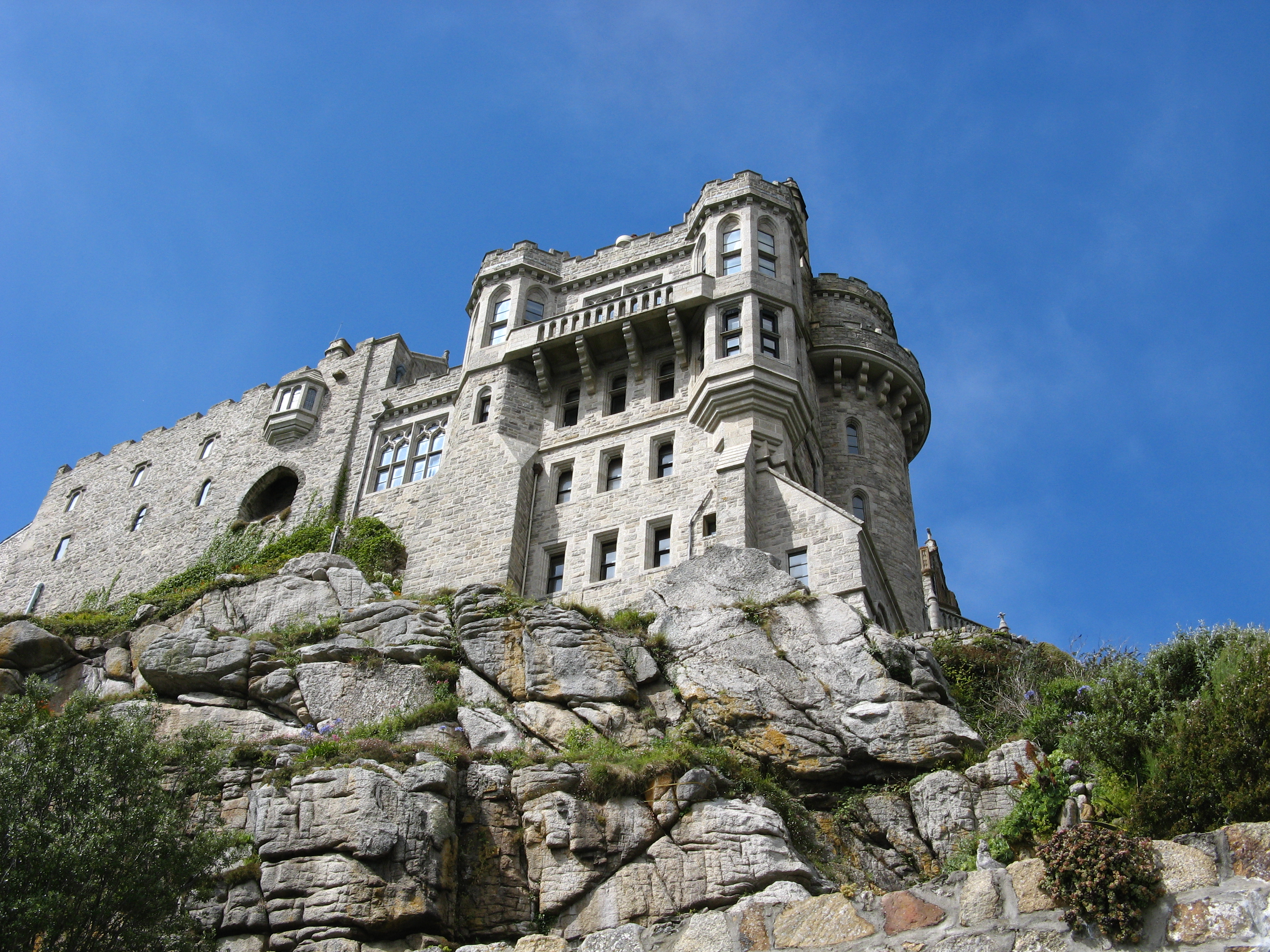
Das Schloss steht auf Turmalin-Muskovit-Granit, Blick von Südosten.

### Wirtsgesteine
Die Mylor Slate Formation im Norden der Gezeiteninsel besitzt eine schichtungsparallele Schieferung (S 1), die zwischen N 158 und N 170 streicht und mit 24 bis 30 Grad nach Ostnordost einfällt. Auch zahlreiche Falten (F 3) sind zu erkennen, deren Achsenebenen jedoch nach Süden oder Südsüdwesten einfallen. Ihre Faltenachsen tauchen mit 8 bis 25 Grad nach Osten oder Ostsüdosten ab. Dieser Unterschied in der Vergenzrichtung zwischen Schieferung und Faltung um bis zu 95 Grad lässt sich am ehesten durch eine transpressive Blockrotation in den steifen Decksedimenten erklären, welche durch die aufdringende Granitkuppel und/oder durch örtliche, Nordnordwest-Südsüdost-streichende Seitenverschiebungen ausgelöst worden war. Die Metapelite sind ferner deutlich steilstehend geklüftet, die beiden vorherrschenden Scharen streichen N 075 und N 115. Der Granit war stellenweise entlang dieser beiden Scharen in das Nachbargestein eingedrungen. Noch vor dem Eindringen der granitischen Adern waren bis zu 2 Zentimeter dicke Quarzadern in den Metapeliten entstanden – mit den Streichrichtungen N 004 und N 146.

### Granit
Auch der Granit hat bei Erreichen des spröden Bereichs eine sehr deutliche steilstende und auch horizontale Klüftung entwickelt. Zwei Richtungen sind besonders markant ausgeprägt – N 155 und N 115, wobei letztere Richtung bereits in den Metasedimenten vorgezeichnet wurde. Untergeordnet erscheint auch noch N 090.

## Mineralisation

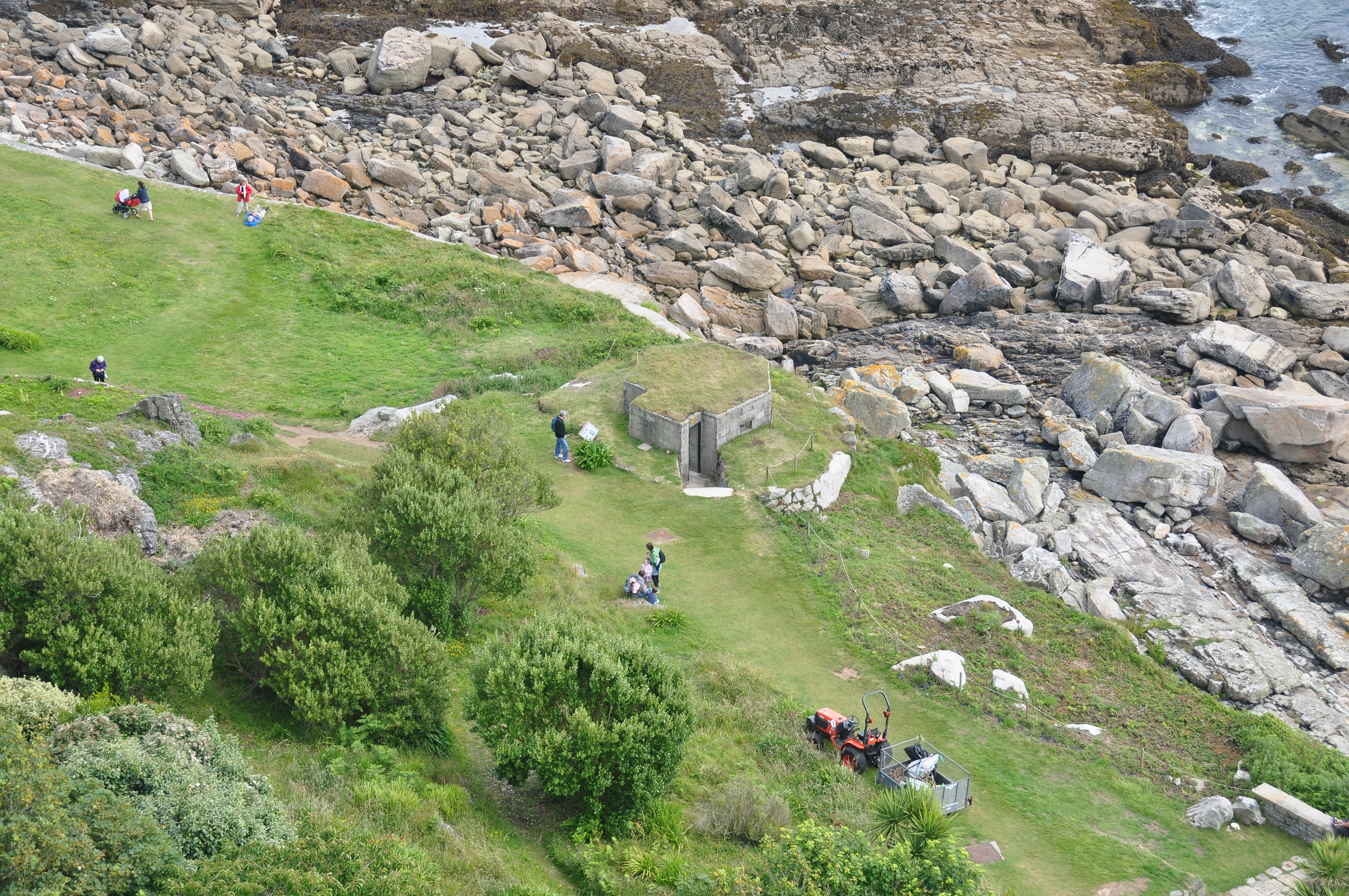
Die Greisenzone erscheint unter Geröllblöcken rechts neben der Pillbox

Eine weitere Besonderheit des St Michael’s Mount Granite ist seine Zinn-Wolfram-Mineralisation, die im Süden des Granitstocks als eine Ost-West-streichende, steilstehende, zirka 50 bis 75 Meter breite endogranitische Greisenzone ausgebildet ist. Als Minerale erscheinen Cassiterit, Wolframit, Löllingit und Arsenopyrit. In der Matrix finden sich neben Quarz die Minerale Schörl, Topas und Beryll. Akzessorisch können sich auch noch Apatit, Lepidolith (Lithiumglimmer) und gelegentlich Sulfide wie Chalkopyrit und zu Varlamoffit verwitternder Stannit hinzugesellen. Das Vorkommen wurde nie abgebaut und steht daher im frischen Zustand an.
Der Kern der Greisen wird von zentimeterdicken (bis maximal 5 Zentimeter), in der Streichrichtung aushaltenden Quarzadern gebildet, auf denen bis zu 15 Millimeter dicke Muskovitränder aufgewachsen sind. Die überwiegende Streichrichtung liegt bei N 070 und folgt somit einer der Hauptkluftrichtungen in den Metapeliten. Schräg hierzu verläuft die untergeordnete Richtung N 050, die von der Hauptrichtung mit Dehnungsbrücken von 1 Zentimeter orthogonal versetzt wird. Vorhanden sind ferner die Richtungen N 010 und N 150. Um den Quarzkern legt sich beidseitig eine bis zu 25 Zentimeter breite vergreiste Zone, die rund 25 Prozent des gesamten Gesteinsvolumens ausmacht. Die Adern sind Zerrkluftfüllungen, was sich an dem Hohlraum verfüllendem Gefüge gut erkennen lässt – mit einem im rechten Winkel erfolgten, überbrückenden Kristallwachstum und gelegentlichen interstitiellen Öffnungen (Englisch vugs). Viele Adern waren in einem Zug verfüllt worden, jedoch lassen sich bei einigen auch mehrere Wachstumsstadien beobachten. Da Zerrklüfte auf hydraulischem Weg durch Fluidüberdrucke öffnen, deuten Mehrfachverfüllungen auf pulsierende Druckverhältnisse.
Untersuchungen an Flüßigkeitseinschlüssen in Quarz ergaben einen hydrothermalen Temperaturbereich von 100 bis 400 °C, die Spitzen der Einschlusstemperaturen dürften hierbei zwischen 250 und 350 °C gelegen haben. Als Mineralisationstiefe wird 1 bis 3 Kilometer angenommen. Die Salinität der Lösungen lag bei 5 bis 12 Äquivalentprozent NaCl.
Der Greisenschwarm wird generell als Resultat eines Überdrucks von Fluiden angesehen, welche sich unter dem Dachgewölbe des Granitstocks angesammelt hatten. Ihr Überdruck konnte die kritische Zugspannung σ3 übertreffen, wodurch der Gesteinszusammenhalt verloren ging und die zu N 070 parallele Zugspaltenschar öffnete. Hierbei handelte es sich im Wesentlichen um ein geschlossenes, statisches Flüßigkeitssystem. Die Dehnung erfolgte somit gen Südsüdost – konform mit der generellen spätvariszischen Streckrichtung.

## Alter
Der St Michael’s Mount Granite wurde von Clark und Kollegen (1993) mit 281,4 Millionen Jahren datiert – dies entspricht dem frühen Kungurium.